# 深裂八角枫
深裂八角枫（学名：Alangium chinense subsp. triangulare）为山茱萸科八角枫属八角枫的亚种。分布于中国大陆的甘肃、湖南、陕西、湖北、四川、云南、贵州、安徽等地，生长于海拔1,000米至2,500米的地区，一般生于丛林中和林边，目前尚未由人工引种栽培。